# Ken Wregget
Ken Wregget (né le 25 mars 1964 à Brandon dans le Manitoba) est un joueur professionnel canadien de hockey sur glace.

## Carrière en club
Wregget a commencé sa carrière par trois saisons dans la ligue de hockey de l'Ouest (WHL) au sein des Broncos de Lethbridge avant rejoindre en 1983 la Ligue américaine de hockey et les Saints de Saint Catharines, franchise associée aux Maple Leafs de Toronto. En effet, il est choisi par ces derniers au repêchage d'entrée dans la LNH 1982 au 3e tour (45e choix au total).
Pendant deux saisons, il partage son temps entre la franchise de LAH et celle de LNH. Sa première saison LNH complète est la saison 1986-1987.
Wregget était constamment remis en question et plus particulièrement chez les Penguins de Pittsburgh alors que ces années en Pennsylvanie sont les meilleurs de sa carrière. Même s'il est alors le remplaçant de Tom Barrasso, il lui arrive souvent de mieux jouer que ce dernier.
En 1992, il gagne la Coupe Stanley avec les Penguins. Sa meilleure saison est en 1994-1995 où il joue 38 matchs avec 25 victoires pour des statistiques de 3,21 buts par match et 90,3 % d'arrêts.
Il prend sa retraite à l'âge de 37 ans.